# Jean Fontaine-Vive
Jean Fontaine-Vive, né le 5 janvier 1895 à Annecy et mort pour la France au Chemin des Dames dans le département de l'Aisne, le 2 août 1917, est un poète français du XXe siècle. Son nom est inscrit au Panthéon parmi les 560 écrivains morts pour la France.

## Biographie
Jean Joseph Fontaine, né le 5 janvier 1895 à Annecy, est le fils d'Eugène Fontaine, commis des postes et télégraphes, et de Rose Ida Crochat (1870-1944).
Scolarisé à Annecy au lycée Berthollet de 1899 à 1910, il poursuit ses études au lycée Ampère à Lyon, quand sa famille s'y installe. À seulement 18 ans, il obtient une licence ès lettres, en histoire, avec mention assez bien, puis suit les cours de la faculté de droit en 1913.
Très tôt, il est écrit de la poésie et remporte dès 1912 le prix de poésie de l'Académie Florimontaine pour Nocturnes.
Il est en 2e année d'études de droit quand la Première Guerre mondiale éclate. Avec la classe de 1915, il est appelé dès 1914 et incorporé au 61e régiment d'infanterie en décembre 1914. Après une période d'instruction, il est nommé aspirant en avril 1915, transféré en mai au 163e régiment d'infanterie et promu sous-lieutenant de la 2e compagnie en avril 1916,. Il combat à Flirey, au bois de Mort-Mare, à Verdun, à la Fontanelle et reçoit plusieurs citations.
En janvier 1916, il écrit dans une lettre : « Ici, aux tranchées, l'un se réclame de Jeanne d'Arc, l'autre de 93, la majorité de l'obscur sentiment qu'ils font bien… Tous nous sommes unis indéfectiblement, par quoi ? par notre communauté d'enthousiasme, parce que nous sommes de cœurs, sinon d'idées, semblables ».
Fin janvier 1917, il est évacué au dépôt du corps à Nice.
Il publie en 1917 Jeunesse Ardente, une plaquette de poèmes dont la plupart ont été écrits dans les tranchées. Le recueil enrichi de lettres du front est rééditée en 1919 sous le titre Fleurs printanières, avec une préface de son professeur au lycée Berthollet, Joseph Désormaux.
Le 23 juillet 1917, il passe à la 18e compagnie du 215e régiment d'infanterie qui est envoyé fin juillet en première ligne au Chemin des Dames au sud-est de Cerny. C'est dans la « tranchée de Dresde » que Jean Fontaine est tué lors d'une violente attaque le 2 août 1917,,. D'abord inhumé au cimetière militaire de d’Œuilly, son corps est transféré au cimetière d'Annecy en janvier 1922.

## Distinctions
- Chevalier de la Légion d'honneur, arrêté au Journal officiel du 5 février 1920[16]
- Croix de guerre 1914–1918, palme de bronze
- Citation à l'ordre de l'armée : « Jeune officier plein d'ardeur et de bravoure confiante. A trouvé une mort glorieuse au moment où il excitait ses hommes à venger la mort de leur capitaine ».

## Hommages
- Le nom de Jean Fontaine-Vive est inscrit au Panthéon dans la liste des 560 écrivains morts pour la France pendant la guerre de 1914-1918[17].
- Son nom figure sur la plaque commémorative du Lycée Ampère et sur le monument aux morts à Lyon, sur la plaque commémorative de l'hôtel de ville de d'Annecy[18].

## Œuvres principales
- Jeunesse ardente, poésies, préface de Gaston Riou, 1917
- Fleurs printanières, vers et prose, préface de Joseph Désormaux, 1919